# Guiler-sur-Goyen

Guiler-sur-Goyen este o comună în departamentul Finistère, Franța. În 1 ianuarie 2022 avea o populație de 521 de locuitori.